# Diacylglycerol-O-Acyltransferasen
Diacylglycerol-O-Acyltransferasen (DGAT) sind eine Gruppe von Enzymen aus dem Stoffwechsel von Lipiden.

## Eigenschaften
Die vermutlich am besten charakterisierten Enzyme der Gruppe sind DGAT1 und DGAT2. DGAT sind an der Biosynthese von Triacylglyceriden beteiligt. Sie übertragen eine Acylgruppe von Acyl-CoA auf Diacylglycerol, als letzten Schritt der Biosynthese von Triacylglyceriden. Im Gegensatz zu DGAT1 ist DGAT2 essentiell.
Hemmstoffe von DGAT werden zur Behandlung der Adipositas untersucht.